# Кириченко, Ирина Ивановна
Ири́на Ива́новна Кириче́нко (13 июня 1937, Ворошиловград, Сталинская область — 11 марта 2020) — советская трековая велогонщица, выступала за сборную СССР на всём протяжении 1960-х годов. Двукратная чемпионка мира в индивидуальном спринте, многократная чемпионка всесоюзных и республиканских первенств в различных спринтерских и темповых дисциплинах. На соревнованиях представляла спортивные общества «Динамо» и ЦСКА. Мастер спорта СССР (1956). Заслуженный мастер спорта СССР (1963).

## Биография
Родилась 13 июня 1937 года в Ворошиловграде, однако во время учёбы во втором классе вместе с семьёй переехала в Харьков.
В возрасте шестнадцати лет начала заниматься одновременно конькобежным спортом и велосипедными гонками — в обоих видах имела успехи, тем не менее, в конечном счёте сделала выбор в пользу трекового велоспорта. Первое время состояла в харьковском добровольном спортивном обществе «Динамо», после чего в 1961 году перешла в ЦСКА.
Неоднократно становилась чемпионкой и рекордсменкой Украинской ССР в различных трековых дисциплинах, первого серьёзного успеха на всесоюзном первенстве добилась в 1960 году, когда впервые стала чемпионкой Советского Союза (всего в течение последующих девяти лет в общей сложности десять раз получала титул чемпионки СССР: в спринте, командных гонках преследования, гите на 500 метров). На международном уровне дебютировала в сезоне 1962 года — побывала на чемпионате мира в Милане, где выиграла в программе индивидуального спринта серебряную медаль, уступив лидерство лишь соотечественнице Валентине Савиной. Год спустя вновь пыталась завоевать мировой титул на соревнованиях в бельгийском Рокуре, но на сей раз тоже была второй, проиграв титулованной Галине Ермолаевой.
В 1964 году Кириченко всё-таки стала чемпионкой мира, на мировом первенстве в Париже она одолела всех своих соперниц, в том числе Ермолаеву, и получила награду золотого достоинства. В сезоне 1966 года на аналогичных соревнованиях во Франкфурте повторила успех двухлетней давности, во второй раз получила чемпионский титул. На первенствах мира 1967 года в Амстердаме и 1968 года в Риме оба раза финишировала второй, в первом случае потерпела поражение от Валентины Савиной, во втором — от Аллы Багиянц. Последний раз участвовала в крупных международных соревнованиях в 1969 году, на чемпионате мира в чехословацком Брно стала бронзовым призёром, пропустив вперёд Галину Царёву и Галину Ермолаеву, которые заняли первое и второе места соответственно. За выдающиеся спортивные достижения удостоена почётного звания «Заслуженный мастер спорта СССР».
Окончила Харьковский политехнический институт. После завершения спортивной карьеры начиная с 1973 года в течение многих лет работала тренером по велоспорту в харьковской специализированной детско-юношеской школе олимпийского резерва «Динамо», заслуженный тренер Украины. Была замужем за заслуженным тренером Игорем Числовым, есть дочь Дердюк Татьяна Игоревна. Остаток жизни Ирина Ивановна провела в кругу родных и близких.